# From Dusk Till Dawn (chanson)
Pour les articles homonymes, voir From Dusk till Dawn.
Singles de Abingdon Boys School
Kimi no uta WE aRE
From Dusk Till Dawn est le huitième single du groupe japonais de rock Abingdon Boys School. Le morceau principal est utilisé pour le générique de fin de la deuxième saison de l'anime Darker than Black, intitulé Darker than Black: Ryūsei no Gemini. C'est le seul single du groupe à ne contenir qu'une seule piste.

## Liste des morceaux
1. From Dusk Till Dawn - 04:33

## Musiciens
- Takanori Nishikawa - chant
- Sunao - guitare
- Hiroshi Shibasaki - guitare
- Toshiyuki Kishi - clavier